# Оретта (Луїзіана)
Оретта (англ. Oretta) — переписна місцевість (CDP) в США, в окрузі Борегард штату Луїзіана. Населення — 371 особа (2020).

## Географія
Оретта розташована за координатами 30°31′44″ пн. ш. 93°26′21″ зх. д. / 30.52889° пн. ш. 93.43917° зх. д. (30.528934, -93.439092).  За даними Бюро перепису населення США в 2010 році переписна місцевість мала площу 5,70 км², уся площа — суходіл.

## Демографія
Згідно з переписом 2010 року, у переписній місцевості мешкало 418 осіб у 146 домогосподарствах у складі 115 родин. Густота населення становила 73 особи/км².  Було 163 помешкання (29/км²).
Расовий склад населення:
| - 93,8 % — білих - 1,7 % — корінних американців - 1,2 % — чорних або афроамериканців - 1,0 % — осіб інших рас |

До двох чи більше рас належало 2,4 %. Частка іспаномовних становила 2,4 % від усіх жителів.
За віковим діапазоном населення розподілялося таким чином: 28,5 % — особи молодші 18 років, 59,1 % — особи у віці 18—64 років, 12,4 % — особи у віці 65 років та старші. Медіана віку мешканця становила 35,9 року. На 100 осіб жіночої статі у переписній місцевості припадало 94,4 чоловіків;  на 100 жінок у віці від 18 років та старших — 96,7 чоловіків також старших 18 років.
Середній дохід на одне домашнє господарство  становив 43 625 доларів США (медіана — 50 069), а середній дохід на одну сім'ю — 45 908 доларів (медіана — 51 250). За межею бідності перебувало 10,9 % осіб, у тому числі 8,6 % дітей у віці до 18 років та 20,6 % осіб у віці 65 років та старших.
Цивільне працевлаштоване населення становило 100 осіб. Основні галузі зайнятості: освіта, охорона здоров'я та соціальна допомога — 82,0 %, виробництво — 18,0 %.